# 日本空手道連合会
日本空手道連合会（にほんからてどうれんごうかい）は、空手団体の一つ。
全日本空手道連盟（全空連）の協力団体の一つであるが、他の協力団体（剛柔会、糸東会、和道会、日本空手協会）が単独会派であるのに対し、日本空手道連合会は複数の流派・会派にて構成されていること（錬武会も諸派による連盟だが、全空連ルールではなく防具付き空手団体である。また全日本空手道松涛館は松涛館流会派の緩やかな連合体である）、各地区には全空連と同様の「地区協議会」が設けられているのが特徴である。

## 歴代会長
カッコ内は任期。
- 笹川良一(1958～1968)
- 藤吉男(1969～1980)
- 蔭山幸夫(1981～1997)
- 林輝男(1998～2004)
- 坂上節明(2013～2014)
- 野上修一(2015～)

※林会長逝去後は2013年まで会長を置かず、会長代行が選出されていた

## 代表的な選手
- 小笠原万記（泊親会）
- 本間健一（草野派）
- 本間絵美子（草野派）
- 青柳隼康（制護会）
- 伊藤行徳（泊親会）
- 川上剛史（泊親会）
- 喜友名諒（龍鳳会）
- 嶋田力斗（東洋舘）

## 加盟団体
カッコ内は連合会における便宜上の略称。
- 日本空手道林派糸東流会(林派)
- 日本空手道糸洲会(糸洲会)
- 日本空手道明武会(明武会)
- 糸東流修交会空手道連合(修交連)
- 谷派糸東流拳法空手道修交会(谷修交)
- 日本傳正派糸東流正氣会(正氣会)
- 日本空手道大濤会(大濤会)
- 草野派糸東流拳法空手道会(草野派)
- 剛柔流空手道大修会(大修会)
- 日本空手道致道会(致道会)
- 日本傳剛柔流空手道攻武会(攻武会)
- 日本空手道研修会(研修会)
- 日本空手道泊親会(泊親会)
- 松林流松真会(松真会)
- 日本空手道拳和会 桑子派糸東流(拳和会)
- 大和流空手道修道会(修道会)
- 日本空手道三原会(三原会)
- 日本空手道南武会(南武会)
- 日本空手道剛志会(剛志会)
- 剛柔流空手道泉武会(泉武会)
- 泊 松茂良興徳会(興徳会)
- 唯心会空手道(唯心会)
- 空手道真武館(真武館)
- 日本空手道白龍会(白龍会)
- 日本空手道拳誠会(拳誠会)
- 足立派糸東流壮真会(壮真会)
- 国際空手道拳武会(拳武会)
- 近代空手道会(近代空)
- 正統松濤館岡野派 國際謙交塾(謙交塾)
- 日本空手道清心会(清心会)
- 全国東洋舘空手道連盟(東洋舘)
- 玄制流空手道(玄制流)
- 日本空手道制護会(制護会)
- 空手道松武会(松武会)
- 日本空手道敬武会(敬武会)
- 河田派糸東流拳法空手道正空会(正空会)
- 武心派本部流 武心会(武心会)
- 日本空手道正心会(正心会)
- 重松流自修館(自修館)
- 日本空手道本部派糸東流國場会(國場会)
- 日本空手道南宮派糸東流憲武会(憲武会)
- 空手道空心会(空心会)
- 国際空手道聖心会(聖心会)
- 日本空手道健誠会(健誠会)
- 日本空手道松濤館連合(奈須派)
- 日本正剛館空手道士会(正剛館)
- 日本空手道拳聖会 川畑派糸東流(拳聖会)
- 日本空手道鴻志会(鴻志会)
- 沖縄劉衛流空手・古武道龍鳳会(龍鳳会)
- 日本空手道村上派武育会(武育会)
- 日本伝空手道松和館(松和館)
- 賢友流空手道(賢友流)
- 日本空手道朋城会(朋城会)
- 塩川派糸東流会(塩川派)

## かつて加盟していた団体
カッコ内は連合会在籍時における便宜上の略称。
- 六基流空手道会(六基流)
- 日本空手道光英会(光英会)
- 日本空手道良武会(良武会)
- 大和流空手道大和会(大和会)
- 糸東自然流会(糸東自)
- NPO法人日本空手道糸東流武育会(ブイク)
- 日本空手道山桜会(山桜会)